# Fermín Espinosa "Armillita"
Fermín Espinosa Orozco, más conocido como Fermín Espinosa “Armillita” (Zacatecas, Zacatecas, 1880-¿?), fue un novillero, banderillero y peón de brega mexicano.

## Novillero y banderillero
Desde muy joven se trasladó a vivir a Saltillo, Coahuila. Inició su carrera taurina como novillero siguiendo los pasos de su hermano Pedro, sin embargo no logró tomar la alternativa. Siguió participando en la fiesta brava como banderillero y perón de brega. Era apodado “el Campanero”, no obstante, una tarde que participó en la cuadrilla del matador español Saturnino Frutos “el Ojitos”, éste le encontró parecido físico con el peón español Esteban Argüelles a quien apodaban “Armillita”, haciendo alusión a la armilla o  o anillo que adorna las columnas, como si se tratase de la columna vertebral del toreo. De esta forma nació el apodo que han llevado sus descendientes. A pesar de su condición de banderillero fue maestro de varios matadores. Formó parte de las cuadrillas de los toreros mexicanos “Reverte Mexicano” y “Cheche”.

## Descendencia
Se casó con María Saucedo Flores con quien tuvo seis hijos, dos de ellos, Zenaido y José, fueron banderilleros, y dos más fueron toreros, Juan y Fermín, siendo este último el más destacado. Fueron además toreros sus nietos Manolo, Fermín y Miguel. Su bisnieto, Fermín Espinosa Díaz de León, también es torero.